# Volujak (bergskedja)
Volujak är en bergskedja i Bosnien och Hercegovina, på gränsen till Montenegro. Den ligger i den sydöstra delen av landet, 70 km söder om huvudstaden Sarajevo.
Volujak sträcker sig 4,1 km i sydostlig-nordvästlig riktning. Den högsta toppen är Badanj, 2 243 meter över havet.
Topografiskt ingår följande toppar i Volujak:
- Badanj
- Velika Oštrikovac

I omgivningarna runt Volujak växer i huvudsak blandskog. Runt Volujak är det ganska glesbefolkat, med 48 invånare per kvadratkilometer.